# Emetullah Sultan
Emetullah Sultan (1701 – 19. dubna 1727) byla osmanská princezna a dcera sultána Mustafy II.

## Život
Emetullah se narodila v roce 1701 v Edirnském paláci. Po sesazení jejího otce z trůnu v roce 1703, kdy jí byly pouhé dva roky, byla přestěhována do starého paláce v Istanbulu.
V roce 1720 ji její strýc, sultán Ahmed III., provdal za Osmana Pašu. Osman dříve pracoval pro jejího otce a dříve byl manželem Rukiye Sultan, dcery Fatmy Sultan a vnučky sultána Mehmeda IV. Svatba se konala 9. září ve starém paláci.
Společně měli dceru Hibetullah Hanımsultan, která se provdala Haci Ali Pašu a zemřela v roce 1744. Emetullah ovdověla v roce 1724.

## Smrt
Emetullah Sultan zemřela 19. dubna 1727 a byla pohřbena v Nové mešitě v Istanbulu.